# 福岡山鉄鉱所
福岡山鉄鉱所（ふくおかやまてっこうしょ）は、明治から大正期にかけて鳥取県日野郡二部村福岡（現在の西伯郡伯耆町二部）に所在した製鉄所。日本古来の砂鉄精錬法による鈩に、蒸気鎚（スチームハンマー）を備えた鍛工場を併設していた。「福岡山製鉄工場」「福岡製鉄所」「福岡製鉄場」とも称される。

## 概要

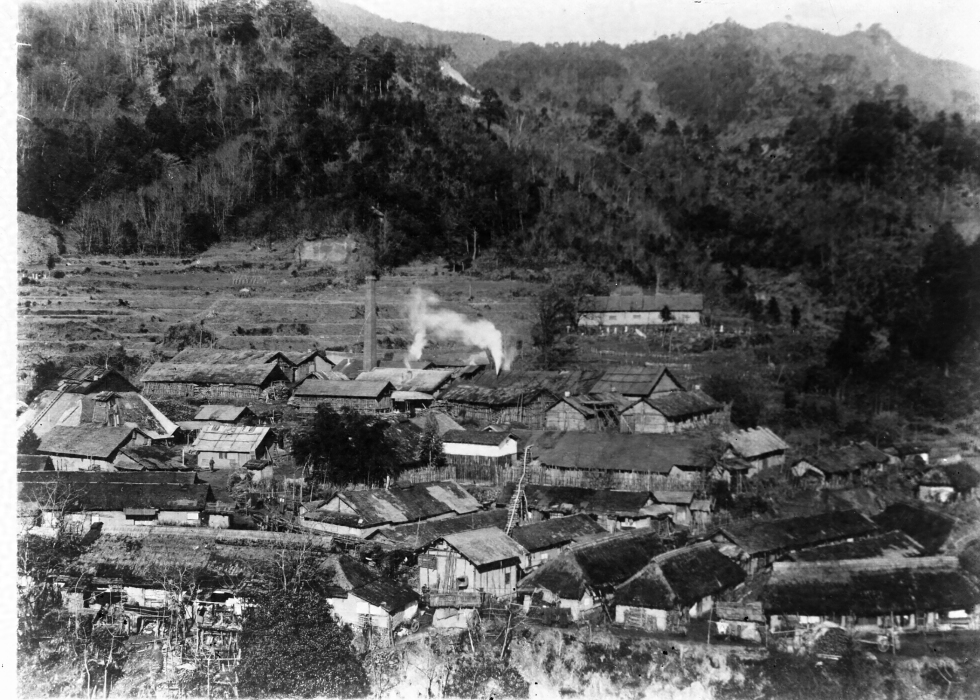
福岡山鉄鉱所全景（1907年頃）

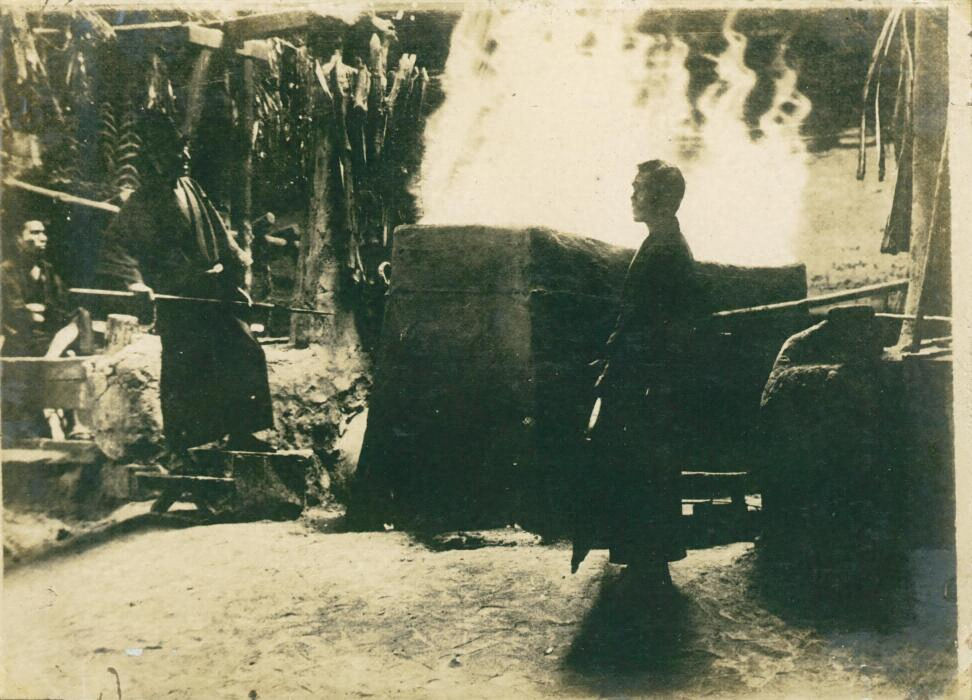
砂鉄製錬の光景（1907年頃）

日野郡根雨（現在の日野町根雨）を本拠とした鉄山師、近藤家が、主に官廠向けの錬鉄を製産するために設置し、1887年から88年にかけて操業を開始。旧来の鈩製錬を維持しつつ、近代的な製鉄への移行を試みたという点で画期的であった。汽鎚の導入により、錬鉄の生産量の増大と品質向上を実現し、近藤家における錬鉄生産の基幹工場となった。
敷地内の施設の配置を記載した「福岡山鉄鉱所略図」によると、敷地内には、鈩、砂鉄場、鋼砕場、大炭蔵、小炭蔵、鉱夫・役員小屋、石炭蔵、火久保、風車（ハンマシネ）、機械（マシーネ）、機関（汽罐、ケートル）、煙突、汽鎚2台があった。汽鎚は鍛工場に設置されたもので、10馬力の蒸気機関を動力とする、4インチと5インチのハンマーが計2台設置され、錬鉄を製産した。
第一次世界大戦後の不況を受け、1919年（大正8年）10月、近藤家は福岡山鉄鉱所の設備一式を山陰低燐製鉄株式会社に売却した。
同社の経営の下、福岡山では延鉄半製鉄、庖丁鉄、道具用鉄を生産し、陸海軍工廠八幡製鉄所、日本特殊鋼合資会社、川崎造船所等に出荷していた。
1926年（大正15年）10月、同社の株主総会で解散が決議され、同所での製鉄事業は終了した。

## 操業に至る経過
日本古来のたたらによる製鉄業を営んでいた近藤家は、開国後の安価な洋鉄の流入や明治10年代半ばの全国的な不況により経営の危機に直面していた。新たな販路を模索する中で、近藤家は1884年（明治17年）、陸軍省及び海軍省に対し、鉄・鋼の買い上げの上申を行い、これが官廠からの最初の受注につながった。
近藤家は、官廠からの受注をさらに増やすため、外国製の汽鎚・汽罐を備えた製鉄場の建設を検討し始め、具体的な候補地として、福岡村、米子町（現米子市）、俣野村（現江府町）が挙がっていた。福岡村は、日野郡役所や根雨が近いこと、また、かねてから鈩場の設置を要望する嘆願書が福岡村から近藤家に出されていたことなどから、福岡村への設置が決まった。
1887年（明治20年）5月17日付けで、近藤家と地元福岡村惣代との間で「村議定之証」が交わされ、6月には鉄鉱所の普請が始まった。鈩は同年10月に操業を開始し、鍛工場は1888年（明治21年）2月1日に開業式を行っている。

## 海軍省との関係
海軍省では、1881年（明治14年）頃には、それまで欧州からの輸入に頼っていた鋼鉄の国産化を検討するようになる。これは、国内の鈩で生産される鋼や銑等を原料として想定したものであった。
1883年（明治16年）には、海軍省兵器局の大河平才蔵一等師（当時）が、島根県内の鈩など24カ所を視察し、砂鉄や小割鉄、玉鋼などを分析のために持ち帰っている。近藤家の鈩は視察先には含まれなかったが、新たな販路を探していた近藤家はこうした海軍省の動向を察知し、1884年（明治17年）の鉄・鋼の買い上げの上申へとつながった。
近藤家は、その後も大河平や海軍省兵器製造所の原田宗助に鈩の技術改良について意見を求めた。1885年（明治18年）には東京・築地にあった海軍兵器製造所を見学した際も、大河平から蒸気鎚による錬鉄生産について助言を受けている。

## 生産量
福岡山鉄鉱所の錬鉄生産量が最高値を記録したのは、1917年（大正6年）で生産量は18,059束である。主な出荷先は海軍省と民間の製鋼所であった。近藤家が製産する錬鉄の総生産量に占める割合は、明治20年代においては20％台だったのが、1917年には90％に達した。

## 記録と史料
近藤家史料福岡山鉄鉱所の設置及び操業に係る記録の一部が、近藤家に残っている。史料の中には「村議定之証」や「福岡山鉄鉱所略図」、鍛工場内での作業工程をイラスト風に描いた絵図、山陰低燐製鉄株式会社への売却に係る書類などがある。
伯耆福岡山鉄山近況（1885年）勝瀬八郎治は『日本鉱業会誌』に「伯耆福岡山鉄山近況」と題した報文を投稿。福岡山での事業を紹介し、「未だ曾て試みざるの事業」と述べている。なお、福岡山鉄鉱所の機械の据え付けを行ったのは大阪川口の機械師、久松吉三郎であるとしている。
鳥取新報の記事（1888年）近藤家が古来の製鉄法に改良を加えるべく、「蒸気器械」を導入したことを紹介。1888年2月2日の開業式や生産量にも言及している。開業後の鉄鉱所の様子について「製鉄場の煙筒の高さは65英尺にして、黒煙天を貫き、汽笛の音は二部の宿に轟き、其の盛なること亦驚くべく、日々の縦覧の多き百を以て数ふるに至れりと云ふ」と伝えている。
アドルフ・レーデブアの論文（1901年）ドイツの冶金学者、アドルフ・レーデブア（1837年 - 1906年）は、ドイツ鉄鋼協会の学術論文誌「鉄と鋼」に投稿した論文「日本の製鉄法について」の中で、福岡山鉄鉱所の高殿、鍛工場、砂鉄洗場、本小屋と見られる写真を紹介している。
鉄山模型の写真（1903年）1903年（明治36年）に大阪で開催された第5回内国勧業博覧会に福岡山鉄鉱所の模型が製作され、出品された。この模型を撮影した写真が現存する。
郷土写真帖（1907年頃）鳥取県師範学校が撮影もしくは収集・複製等によって編集した写真帳に、福岡山鉄鉱所で撮影された「砂鉄製錬ノ光景」が収録されている。
因伯記要（1907年）鳥取県が1907年（明治40年）5月に刊行した『因伯記要』に福岡山鉄鉱所の全景写真が掲載されている。
日野郡写真帖（1915年）1915年（大正4年）に刊行された『日野郡写真帖』には、福岡山鉄鉱所の全景写真が掲載されている。
絵葉書福岡山鉄鉱所を撮影した写真を使用した絵葉書の存在が確認されている。
鮎川義介による視察（1924年頃）戸畑鋳物株式会社（現プロテリアル）を創立した鮎川義介は1924年（大正13年）頃、福岡山鉄鉱所を訪れ、鈩の操業を視察している。鮎川は後年、鈩の様子について次のように述べている。「十数人でこの炉を操業するのだが、この人達の行う作業の模様、手ぶり足ぶり体のしぐさが自然と格調に一致し、相共に一糸乱れず仕事を進めていく様はあの有名な土佐のつるぎの舞を想い出させるものがあった」。

## 跡地の現況

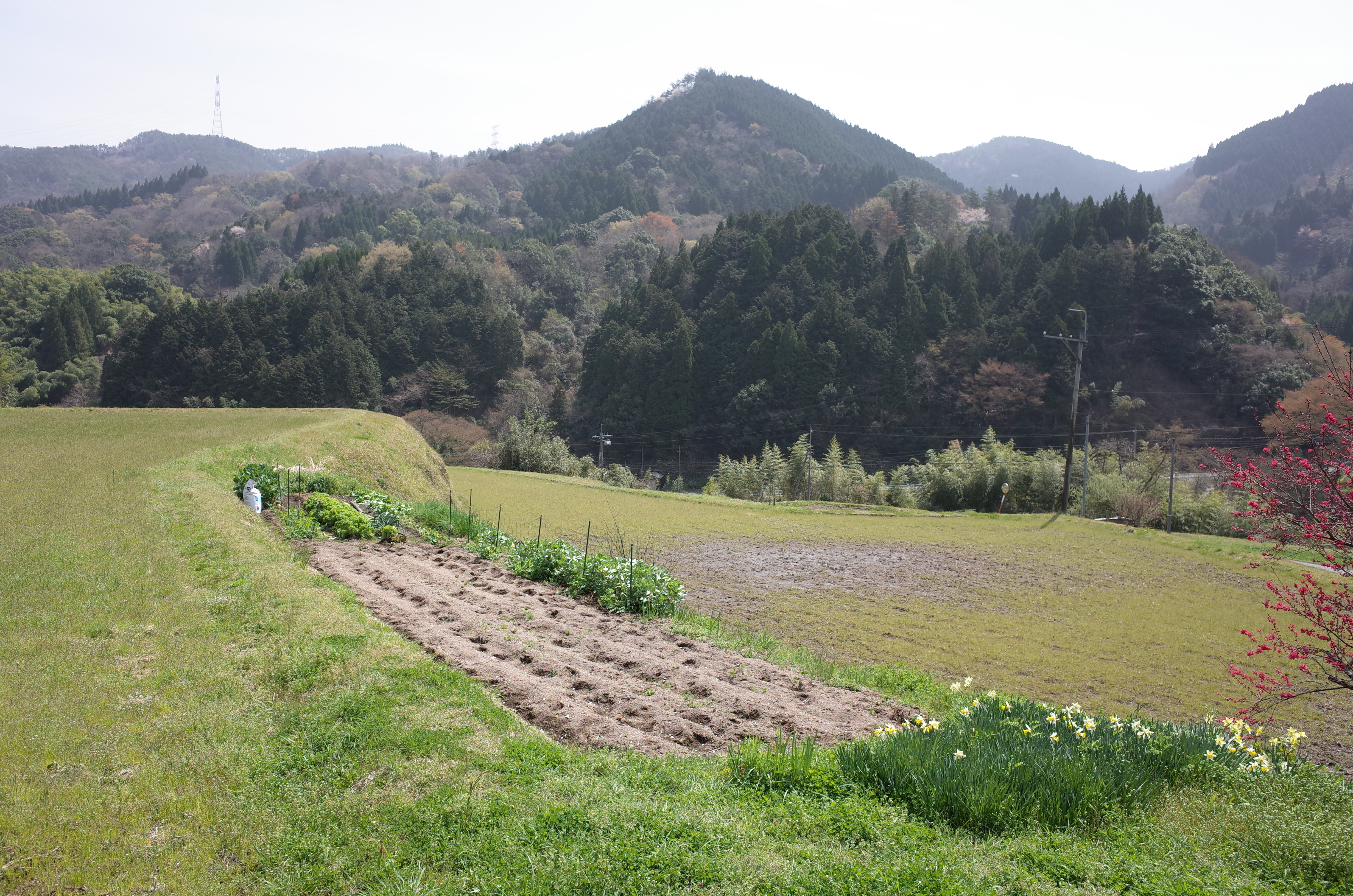
福岡山鉄鉱所 跡地の現況

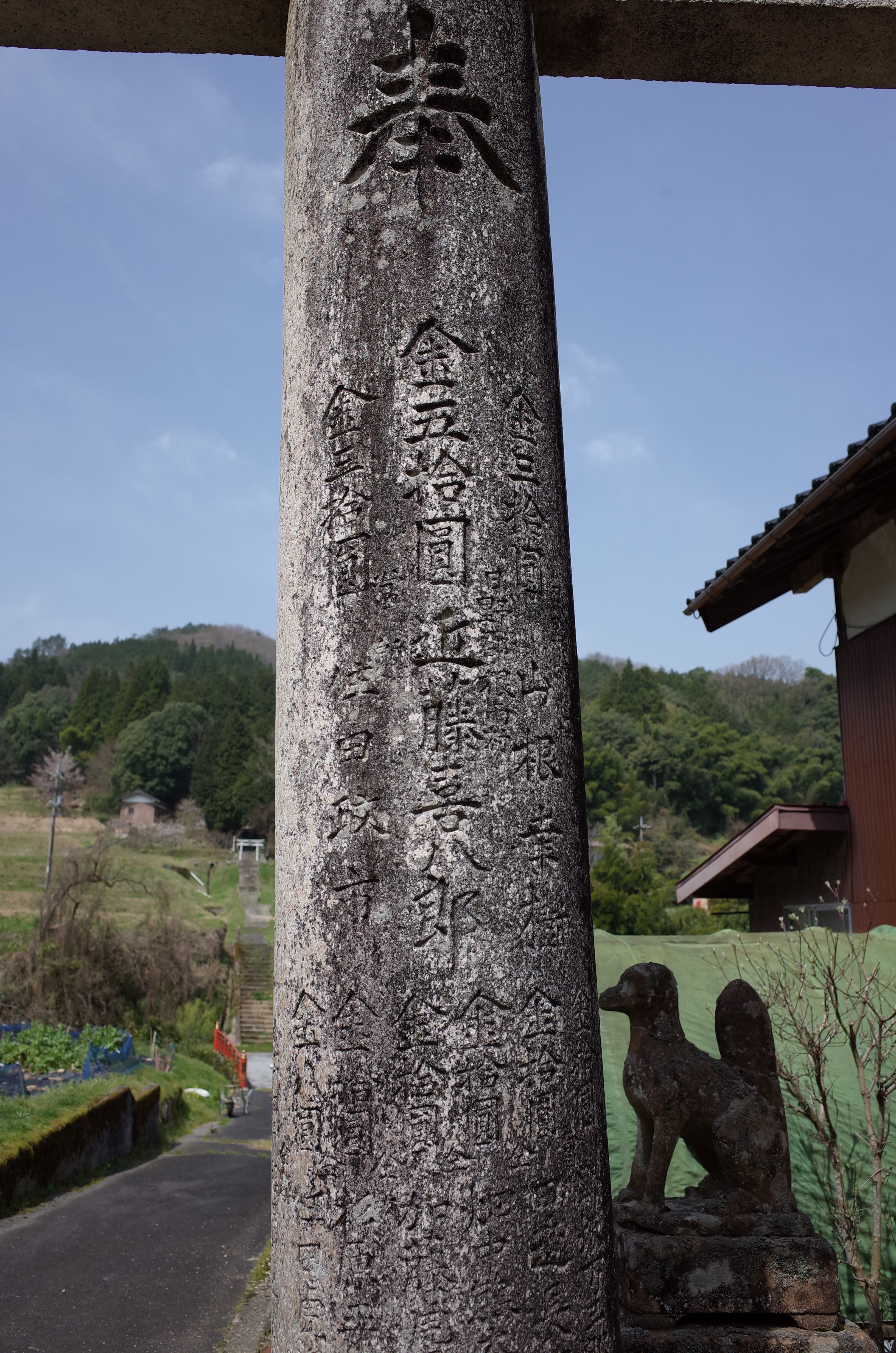
福岡神社の鳥居

福岡山鉄鉱所のあった場所は、現在は主に水田として利用されているが、圃場整備事業による地形の改変を受けている。
金屋子神を祀った祠があるほか、付近には明治期の鉄山墓と思われる墓石も残っている。
近隣にある福岡神社には、近藤喜八郎が寄進した鳥居が残っている。
福岡山鉄鉱所にあった煙突は、1926年（大正15年）の閉鎖後に移築され、長らく地元の酒造会社で使用されていた。しかし、2000年（平成12年）の鳥取県西部地震で被災したため、解体された。現在では、台座部分のみが残っている。